# Michele Canini
Michele Canini (Brescia, Italia, 5 de junio de 1985) es un exfutbolista italiano]. Juega como defensor central.

## Carrera

### Inicios de su carrera
Canini comenzó a dar sus primeros pasos en el mundo del fútbol surgiendo de las divisiones inferiores del Atalanta B.C. en la que jugó desde los 8 años, hasta lograr ser promovido al equipo de primera división y formar parte de este plantel. Luego de una temporada fue dado a préstamo al Sambenedettese de la Serie C1 con el objetivo de que sumara experiencia.
Luego de finalizar su cesión, el club que lo vio nacer decidió venderlo al Cagliari Calcio en un acuerdo por una cifra de € 570.000 (con Simone Loria incluido en la transferencia) y una cláusula para la compra definitiva. Finalmente se ganó su pase a Cagliari en junio de 2006, cuando el club desembolso el 1,5 millones de euros adicional, y paso siete años jugando un total de 176 partidos de liga en el equipo hasta la temporada 2011-12.

### Génova
El 12 de julio de 2012, Canini se unió a Genoa C.F.C. En un acuerdo de un contrato por cuatro años pagando una cuota de 2,9 millones de euros.

### Retorno de Atalanta
El 9 de enero de 2013 el Atalanta confirmó que el futbolista regresaba al club tras pagar 1 millón de euros en un acuerdo de un contrato de 4 años y medio, en el cual formó parte de este Thomas Manfredini, también este pacto contenía una cláusula, para una compra definitiva, de € 1,25 millones y en junio de 2013 se renovó la continuidad de Canini.

### Chievo
El 27 de enero de 2014 el futbolista firmó con Chievo Verona un préstamo por una temporada. Además en junio de 2014 Atalanta adquirió a Canini de manera definitiva.

### FC Tokio
El 27 de julio de 2014 tanto el club como el jugador firmaron un contrato a préstamo con el F.C. Tokyo, equipo de la J1 League. Canini abandonó la entidad nipona el 24 de junio de 2015. 

### Ascoli
El 18 de septiembre de 2015 se confirmó la cesión de los servicios Canini para que jugara con el Ascoli.

### Parma
El 12 de agosto de 2016 Canini firmó un arreglo para ser cedido hacia el recién ascendido a la Lega Pro, el Parma Calcio 1913, tras haber esta en la Serie D por consecuencia del descenso administrativo desde la Serie A y la desaparición con futura refundación del club.
Se retiró en diciembre de 2019.

## Clubes
((Actualizada el 16/1/2017))
| Club                           | País   | Año       | PJ  | G |
| ------------------------------ | ------ | --------- | --- | - |
| Atalanta B.C.                  | Italia | 2004-2005 | 0   | 0 |
| Sambenedettese (A préstamo)    | Italia | 2004-2005 | 31  | 0 |
| Cagliari Calcio                | Italia | 2005-2012 | 146 | 2 |
| Genoa C.F.C.                   | Italia | 2012-2013 | 15  | 0 |
| Atalanta B.C.                  | Italia | 2012-2018 | 21  | 0 |
| Chievo Verona (A préstamo)     | Italia | 2013-2014 | 6   | 0 |
| F.C. Tokyo (A préstamo)        | Japón  | 2014-2015 | 3   | 0 |
| Ascoli (A préstamo)            | Italia | 2015-2016 | 6   | 0 |
| Parma Calcio 1913 (A préstamo) | Italia | 2016-2017 | 6   | 0 |
| Cremonese (A préstamo)         | Italia | 2017-2018 |     |   |
| FeralpiSalò                    | Italia | 2018-2019 |     |   |
| US Pergolettese 1932           | Italia | 2019      |     |   |